# Demon with a Glass Hand
„Demon with a Glass Hand” (cu sensul de: „Demonul cu o mână de sticlă”) este un episod al serialul american de televiziune La Limita Imposibilului, al doilea care se bazează pe un scenariu de Harlan Ellison, pe care l-a scris special pentru actorul Robert Culp. A fost difuzat inițial la 17 octombrie 1964 și a fost al cincilea episod al celui de-al doilea sezon.
În 2009, revista TV Guide a clasat episodul pe locul 73 în lista celor mai bune 100 de episoade.

## Prezentare

### Introducere
„În toate legendele antice - asiriene, babiloniene, sumeriene, semitice— predomină saga Omului Etern, cel care nu moare niciodată, numit cu diverse nume în diferite epoci, dar cunoscut istoric ca Ghilgameș, omul care nu a simțit niciodată moartea... eroul care străbate secolele..."
(Naratorul Vic Perrin a spus din greșeală „sumerican” în loc de „sumerian”).

### Rezumat
Trent (Robert Culp) este un bărbat fără amintiri despre viața lui dinaintea ultimelor zece zile. Mâna lui stângă a fost înlocuită cu un computer avansat, în formă de mână, protejat de un material transparent. Trei degete lipsesc; computerul îi spune că trebuie atașate la loc pentru a-i putea spune lui Trent ce se întâmplă. 

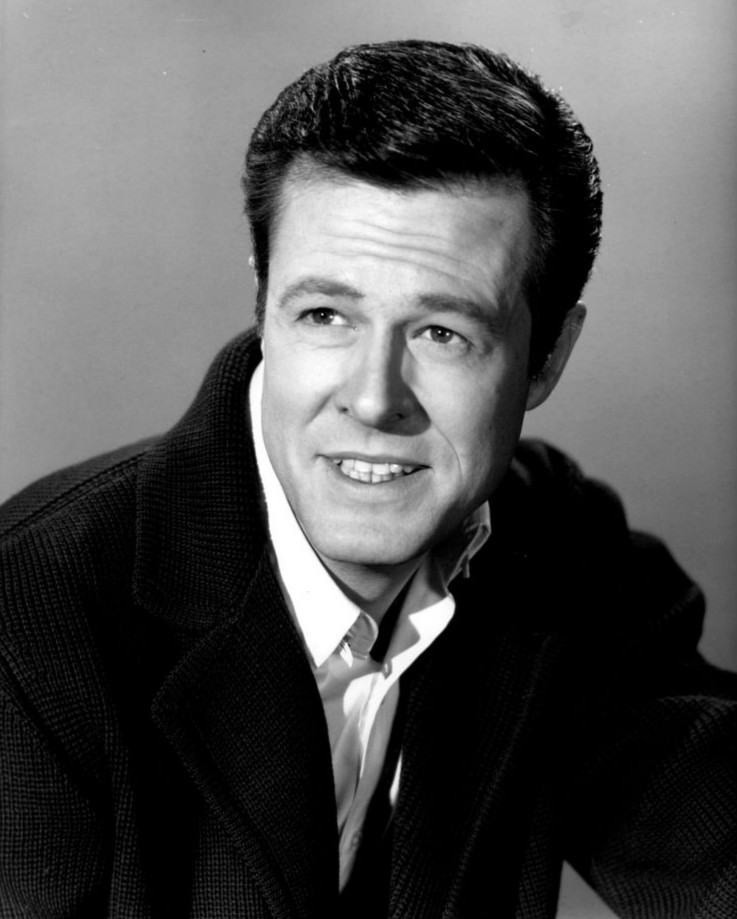
Robert Culp în 1965

Trent este vânat de o mână de extratereștri umanoizi numiți Kyben. Aceștia au componentele lipsă ale computerului (degetele) lui Trent. 
Acțiunea are loc într-o clădire mare de birouri dărâmată (clădirea istorică Bradbury din centrul orașului Los Angeles) pe care Kyben au ecranat-o față de lume. În acest joc mortal de-a v-ați ascunselea, Trent cere ajutorul Consuelei Biros (Arlene Martel), o femeie care lucrează în clădire.
Din motive necunoscute, Trent a fost trimis în trecut printr-o „oglindă a timpului”, care se află în clădire. Un Kyben capturat îi spune lui Trent că amândoi au venit din o mie de ani în viitor. 
În acel viitor, Pământul a fost cucerit de rasa Kyben, însă toți oamenii supraviețuitori, cu excepția lui Trent, au dispărut în mod misterios. Extratereștrii sunt distruși de o „ciumă radioactivă” care ucide toată forța de ocupație Kyben, o ciumă aparent dezlănțuită de oameni într-un ultim efort de a respinge invazia. Într-o încercare disperată de a găsi un remediu și de a afla orice cunoștințe stocate în mână/computer, Kyben l-au urmărit înapoi în timp.
În cele din urmă, Trent își învinge toți vânătorii Kyben smulgându-le dispozitivele medalion pe care le poartă la gât pentru a-i ancora în trecut. Trent distruge cu succes oglinda și recuperează degetele lipsă, unul câte unul. După ce memoria computerului este completă, el află adevărul teribil: nu este un bărbat, ci un robot. Scanările cerebrale ale supraviețuitorilor umani au fost codificate digital pe un fir din aliaj de aur-cupru înfășurat în jurul solenoidului din toracele său. Imun la boli, el trebuie să-și protejeze prețioasa încărcătură timp de 1.200 de ani, până a sfârșitul invaziei Kyben, moment în care ciuma se va risipi. Apoi el va învia rasa umană.
Trent a crezut că este bărbat, deoarece el și Consuelo începuseră să dezvolte sentimente romantice unul pentru celălalt. După ce află adevărul, ea îl părăsește, cu milă amestecată cu groază. Trent este lăsat să stea singur 1.200 de ani de veghe.

### Concluzie
"Asemenea Omului Etern din legenda babiloniană, ca și Ghilgameș, o mie două sute de ani sunt înaintea lui Trent. Fără dragoste. Fără prietenie. Singur; nici om, nici mașină, așteptând. Așteptând ziua în care va fi chemat să elibereze oamenii care i-au dat mobilitate. Mișcare, dar nu viață."

## Distribuție
- Robert Culp – Trent
- Arlene Martel⁠(d) – Consuelo Biros
- Abraham Sofaer⁠(d) – Arch
- Bill Hart – Durn
- Rex Holman⁠(d) – Battle
- Robert Fortier⁠(d) – Budge
- Wally Rose – Kyben #1
- Fred Krone⁠(d) – Kyben #2

## Premii
Scenariul TV al lui Harlan Ellison a câștigat câteva premii importante:
- 1965 — Premiile Writers Guild of America — Cel mai bun scenariu al unei antologii de televiziune
- 1972 — Premiul pentru film fantastic Georges Melies — realizare remarcabilă științifico-fantastică în televiziune

## Producție
Povestirea lui Ellison descrie o urmărire lungă între Kyben și Trent (denumit dl. Fish). Deoarece ecranizarea acestui lucru ar fi fost prohibitiv de scump, producătorul Ben Brady a sugerat ca Ellison să cuprindă cea mai mare parte a acțiunii într-o singură structură atunci când a adaptat-o ca scenariu. Ellison a fost de acord, realizând că forțând terenul într-un spațiu închis, înlocuind urmărirea liniară cu o urcare verticală pe măsură ce acțiunea se desfășura— ar crea o tensiune în creștere. 
Cea mai mare parte a acestui episod a fost filmată în clădirea Bradbury, unde au fost filmate și scenele finale din Vânătorul de recompense și o scenă de la sfârșitul filmului noir clasic din 1950, D.O.A.
Schița povestirii de 10 pagini a lui Ellison a fost publicată în 2013 în Brain Movies III.
Prietenia lui Ellison cu Robert Culp datează de la producerea acestui episod. El a considerat că Culp este foarte inteligent, un contrast destul de mare cu opinia lui Ellison despre majoritatea actorilor.

## Adaptări și o continuare neprodusă
O adaptare pentru roman grafic, ilustrată de Marshall Rogers, a fost publicată de DC Comics în ianuarie 1986. A fost al cincilea titlu al seriei DC Science Fiction Graphic Novel.
Scenariul original al lui Ellison a fost publicat în Brain Movies Volume One, de Edgeworks Abbey, în 2011.

În timpul transmisiei originale a lui Babylon 5, creatorul seriei J. Michael Straczynski a spus adesea că Ellison va scrie o continuare a acestei povești (posibil numită „Demon in the Dust” sau „Demon on the Run”) ca episod. Cu toate acestea, episodul respectiv nu a apărut niciodată. Ellison a fost consultant creativ al seriei și a spus într-o carte despre culisele Babylon 5 scrisă în timpul celui de-al treilea sezon al emisiunii: 
„Îmi doresc foarte mult să scriu acest scenariu și Joe își dorește foarte mult, și cred că probabil va fi scris în sezonul următor, dar nu se știe niciodată. Nu vreau să promit nimic pentru că dacă promiți, atunci dintr-o dată fanii de pe internet încep să strige: „Ei bine, unde este, unde este? Și apoi ajung să fiu nervos și trebuie să mă duc la ei acasă și să-i dau cu capul de o măsuță de cafea!"
Pe lângă „Demon With A Glass Hand”, Ellison a scris și alte povestiri care au loc pe fundalul „Războiului dintre Terra și Kyba”. El a adaptat cinci dintre acestea – „Run For the Stars”, „Life Hutch”, „The Untouchable Adolescents”, „Trojan Funear” și „Sleeping Dogs” – în romanul grafic Night and the Enemy (1987), ilustrat de Ken Steacy.
„Life Hutch” a fost ulterior adaptat (de Philip Gelatt) ca un episod al serialului animat de antologie Netflix Dragoste, moarte & roboți. 
De asemenea, povestirea lui Ellison „The Human Operators” – pe care a scris-o împreună cu A. E. van Vogt și a adaptat-o ulterior în episodul omonim din noul serial La Limita Imposibilului (S4, E7) – are loc în același univers cu această povestire; seria de nave spațiale militare din acea povestire a fost construită inițial pentru războiul Terra-Kyba.

## Acuzații de plagiat
Unele instituții media au raportat că scenariul „Demon with a Glass Hand” a fost plagiat de către producătorii lui Terminator și a stat la baza unui acord al acestora cu Ellison. Scenaristul a clarificat în 2001 că ideile din: „Terminator nu au plagiat „Demon with a Glass Hand”, ci un alt scenariu al său, episodul La Limita Imposibilului  „Soldier” (S2, E1, 1964). 
Multe elemente similare ale povestirii pot fi găsite în episodul X-Men: The Animated Series „One Man's Worth”, care a fost el însuși preluat din povestirea X-Men Age of Apocalypse⁠(d).

## Lungmetraj
A fost anunțat în iunie 2014 că episodul va fi adaptat ca film de lungmetraj.

## Inexactități istorice
Narațiunea de deschidere și de încheiere precizează greșit că legendarul rege din Ur, Gilgameș, ar fi atins nemurirea sau o viață de multe secole sau milenii în Epopeea lui Ghilgameș. Totuși, se spune că Gilgameș ar fi trăit 126 de ani.